# Achterbergia cornicoxa
Achterbergia cornicoxa är en stekelart som beskrevs av Braet och Barbalho 2003. Achterbergia cornicoxa ingår i släktet Achterbergia och familjen bracksteklar. Inga underarter finns listade i Catalogue of Life.